# تاتیانا لوژانسکا
 تاتیانا لوژانسکا (اوکراینی: Тетяна Лужанська؛ زادهٔ ۴ سپتامبر ۱۹۸۴) یک تنیس‌باز اهل ایالات متحده آمریکا است.